# 미로쿠
미로쿠는 타카하시 루미코의 만화 이누야샤와 후속작 반요 야샤히메에 등장하는 인물이다. 애니메이션 성우는 故 츠지타니 코지(일본판) / 구자형(한국판)이다.

## 소개
보라색 법복을 입고 있는 법사이다. 그러나 괴짜인데다가 여자를 밝힌다. 법력을 이용한 부적술과 손바닥에 있는 카자아나(풍혈)을 통해서 모든 것을 빨아들일 수 있는 힘을 가진 인물이다.
나라쿠를 해치울 자손을 낳기 위해 젊은 여자들 앞에서 아이를 낳아주겠냐는 말을 한다. 그러다가 산고를 만나게 되면서 그녀와 애정적인 관계를 맺게 되어서 마침내 결혼에 성공하여 아이도 낳는다.
자신에게 풍혈의 저주를 안긴 나라쿠를 쫓고 있었으며 이누야샤와는 사혼의 구슬조각을 모으는 것을 계기로 만나게 되었다. 이 때 풍혈을 통해서 이누야샤 일행 앞에서 이를 보여준 적이 있으며 이누야샤 일행과 마찬가지로 나라쿠를 쫓는 입장이어서 이를 통해서 이누야샤 일행에 합류한다.
초반부터 나라쿠를 추적하는 경험이 있어서 이누야샤 일행이 사혼의 구슬을 찾는다는 것을 알고 있었으며 젊은 여자를 꼬시려는 성격이 있어서 산고로부터 제지를 받기도 한다.

## 풍혈의 저주
나라쿠로부터 풍혈의 저주를 받아 나라쿠에 대한 원한이 깊다. 손바닥에 있는 구멍을 통해서 사람은 물론 세상의 만물과 소, 말과 같은 가축이나 벌레 등도 흡수할 수 있는 괴력을 가지고 있어서 이누야샤 일행은 물론 나라쿠에게도 위협적인 대상이었다. 풍혈에 한 번 빨려들어가면 다시 나올 수 없다. 한때 이누야샤가 이에 굴하지 않고 미로쿠에게 달려들었는데 카고메가 몸을 던지게 되자 미로쿠가 카고메까지 빨아들일 수 있다는 위험을 인지하며 스스로 풍혈을 봉인시켰다. 그리고 최맹승과 같은 독충의 경우 독기가 미로쿠의 몸으로 퍼져서 마비를 시키는 부작용도 있다.
풍혈의 저주를 풀기 위해서는 반드시 나라쿠를 제거해야 하는데 이 때문에 그가 나라쿠를 추적하고 사혼의 구슬을 모으는 계기가 되었다.
평소에는 염주를 오른손에 감아 풍혈을 봉인해두고 다닌다.

## 괴짜 법사
그는 법사이기 때문에 풍혈 외에도 요괴를 퇴치하는 임무도 수행하고 있으며 요력을 감지할 수 있는 능력이 있어서 카고메와 함께 이누야샤 일행 중에서 큰 비중에 속한다. 심지어 이누야샤의 철쇄아를 맨손으로 받아내기도 하는 등 의외의 행동을 보이기도 하였다.
한편 젊은 여자들을 보면 사족을 못 쓰며 아이를 낳아주겠냐고 아부를 떠는 성향 때문에 산고로부터 제지를 받기도 하였다.

## 사교성
이누야샤 일행 중 사교성이 좋은 편이라 대인관계가 활발한 편이다. 이누야샤와는 사혼의 구슬로 인해서 서로 싸웠던 상대였으나 나중에 여행 동행인이 되었고 카고메와는 첫 눈에 반하면서 그녀에게 자손을 낳아주지 않겠냐고도 하였다. 산고와는 첫 눈에 반하게 되어서 사실상 연인 사이로 진전되었으며 후에 결혼을 하면서 드디어 바라던 자손을 출산하였다.
나라쿠와는 불구대천의 원수지간이다. 과거 할아버지와 관련된 일과 풍혈의 저주로 인해서 나라쿠를 증오하고 있는 편이다.

## 기타
이누야샤 한국어 더빙판 애니메이션에서는 미륵으로 로컬라이징되었지만 후속작인 반요 야샤히메에서는 2기부터 한국어 더빙판 애니메이션에서도 로컬라이징 없이 원작 이름 그대로 등장하였다.